# Кулон, Жан
Жан Кулон (фр. Jean Coulomb; 1904—1999) — французский математик и геофизик, один из основателей группы математиков Бурбаки (участвовал в работе группы с апреля 1935 года по 1937 год).
Основные результаты получены в физике, в частности, в области геомагнетизма и атмосферного электричества.
С 1957 по 1962 год директор крупнейшего исследовательского центра Франции The Centre national de la recherche scientifique («Национальный центр научных исследований», CNRS), с 1962 по 1967 год — президент Национального центра космических исследований (Франция). В 1976—1977 годах — президент Французской академии наук.

## Награды
- Премия Жюля Жансена (1961).